# Зомбі на ім'я Шон
«Зомбі на ім'я Шон» (англ. Shaun of the Dead) — пародійна комедія жахів 2004 року. Одна з перших повнометражних робіт режисера Едгара Райта. У головних ролях — Саймон Пегг і Нік Фрост. Є першою частиною трилогії «Кров і морозиво». Слоган фільму: «Романтична комедія. З зомбі».
Це приклад фільму, коли жанр комедії тісно переплітається з жанром жахів. Картина Райта має вузький пародійний кругозір, перетинаючись здебільшого з творіннями Джорджа Ромеро.. Сама назва «Shaun of the Dead» — прямий натяк на фільм Джорджа Ромеро «Світанок мерців» (англ. Dawn of the Dead) Вихід фільму в прокат був відкладений на два тижні в зв'язку з виходом ремейка картини Ромеро «Світанок мерців». Прем'єра фільму відбулася 29 березня 2004 року.

## Сюжет
Шон (Саймон Пегг) працює пересічним торговим консультантом в магазині електротехніки; свій вільний час він присвячує розпиванню пива в пабі «Вінчестер» зі своїм другом-лобурем Едом (Нік Фрост). У Шона є подружка на ім'я Ліз (Кейт Ешфілд), яку не влаштовує те, що він приділяє їй менше уваги, ніж другу і бару. Шон обіцяє змінитися в кращу сторону, вдихнути нове життя в їхні відносини, що згасають, але всі його спроби провалюються, оскільки він не в змозі навіть розшукати кращого місця для побачення, ніж паб «Вінчестер».
У новинах з'являються перші повідомлення про дивний спалах грипу. Їхній сусід Піт (Пітер Серафіновіч) вичитує Шона та Еда за залишені відчиненими двері їхнього будинку, наполягаючи, щоб Ед з'їхав, бо той сидить весь день вдома, граючи у відеоігри, влаштовує бардак і продає марихуану. Шон спокійно прибуває на роботу, щоб замінити раптово захворіле керівництво, не звертаючи уваги на новини по радіо і не зважаючи на те, що бачить всюди непритомних людей. На роботі його знаходить вітчим Філіп (Білл Найі), який нагадує йому про його майбутній візит до матері (Пенелопа Вілтон) і про обіцянку купити їй квіти.
Вдома Шон згадує, що забув забронювати столик для вечері з Ліз і, після чергової пропозиції піти на побачення в «Вінчестер», та кидає трубку. Шон вирушає миритися до Ліз, але в підсумку Ліз оголошує, що вона повинна кинути його, щоб не шкодувати потім все своє життя. Увечері того ж дня Шон і Ед випивають в барі, а на виході стикаються з зомбі, але вони так сильно п'яні, що не помічають цього. Повернувшись додому, вони влаштовують дискотеку, чим незадоволений Піт, у якого болить голова після того, як його вкусив хтось на вулиці. Вранці Шон йде в магазин, на вулицях панує хаос, але, не звертаючи уваги на те, як дивно поводяться люди та інші обставини, він купує содову і морозиво для Еда. Після повернення Шона, вони стикаються з зомбі-дівчиною в їхньому саду; пізніше з новин дізнаються про ситуацію, що склалася й отримують інструкції від ведучого новин.
Після того, як Шон і Ед розправляються з парочкою зомбі у своєму дворику, їм доводиться вбити ще одного у себе в будинку. Вони вирішують, що залишатися там небезпечно. Згідно з планом, друзі відправляються за Ліз і мамою Шона, попередньо вкравши машину Піта, якому вона вже не знадобиться. План не був ідеальний, разом з Ліз їдуть її друзі — Діана (Люсі Девіс) і Девід (Ділан Моран), а разом з мамою Шона їде його вітчим, якого вже встигли вкусити. В дорозі вмирає вітчим Шона, а його мати кусають за руку, але компанія все ж добирається до паба «Вінчестер», по дорозі зустрівши іншу компанію зі старою подругою Шона — Івонн на чолі.
У пабу компанія виявляє величезне скупчення зомбі й намагається пройти непомітно, прикинувшись ними, але все псує Ед, який вирішив поговорити телефоном. Шон змушений відвернути зомбі, в той час, як його друзі замикаються в пабі. Він залишається живий і повертається в паб. Але, на жаль, їхній спокій порушує Ед, який просто не може сидіти спокійно. Нові власники паба видають свою присутність вночі й починається облога; в результаті гинуть майже всі захисники паба. Троє, що залишилися в живих — Ед, Ліз і Шон, рятуються в підвалі, проте Ед, на той час, вже спливає кров'ю, а Ліз і Шон прощаються з життям; останній шанс — це підіймач на вулицю, що кишить зомбі.
Розв'язкою ситуації з епідемією стають військовики, які раптово з'являються перед оточеними Ліз і Шоном і розстрілюють зомбі, що залишилися. Фільм закінчується випуском новин, що описують підсумок епідемії. Зомбі винищені як клас, проте, «завдяки інстинктам, які залишилися», використовуються як робоча сила або для розваг. У сараї за будинком Шон грає в приставку з Едом, що перетворився на зомбі.

## В ролях
- Саймон Пегг — Шон
- Нік Фрост — Ед
- Кейт Ешфілд — Ліз
- Люсі Девіс — Діанна
- Ділан Моран — Девід
- Пенелопа Вілтон — Барбара, мати Шона
- Білл Наї — Філіп, вітчим Шона
- Джесіка Гайнс — Івонн
- Петро Серафинович — Піт
- Раф Спал — Ноель
- Мартін Фріман — Деклан
- Рейче Сірсміт — Марк
- Темзін Ґреґ — Меггі
- Джулія Деакін — мама Івони
- Метт Лукас — Том, двоюрідний брат Івони

## Створення фільму
Створення фільму було натхненне 3 епізодом 1 сезону серіалу «Закумарені», в якому герою Саймона Пегга, під впливом амфетамінів і грою «Resident Evil 2», ввижається вторгнення зомбі. За словами Райта, ідея повільної реакції Шона на те, що відбувається, виникла після такої ж повільної реакції Едгара на спалах захворювання ящура в 2001 році в Лондоні. Зйомки проходили в Лондоні з травня по липень 2003 року і зайняли 57 днів, принаймні, частина з них була в районах Нью-Крос і Хорнсі, а після, творці перейшли в павільйон «Ealing Studios». Фінальна сцена в сараї була знята вже на 6 день, в середині іншої сцени, з метою економії бюджету фільму. Зйомки в пабі «Вінчестер» зайняли 4 дні. У ролі масовки зомбі знімалися шанувальники серіалу «Закумарені», які отримували за кожен день зйомок 1 фунт. У фільмі також взяли участь велика кількість людей, які знялися раніше в серіалі «Закумарені». У їх числі був і Майкл Смайлі, який знявся в «Зомбі на ім'я Шон» в такому ж костюмі велосипедиста, що і в серіалі.

## Камео
У фільмі з'явилися учасники британської рок-групи Coldplay Кріс Мартін і Джонні Бакленд, одягнені в майки благодійної організації «Допомога зомбі». Вони так само з'являються в ролі самих зомбі, які переслідують головних героїв близько пабу «Вінчестер».

## Культурний вплив
Компанія «Lego», що випускає конструктори для дітей, в зв'язку з великою популярністю фільму, випустила копію бару «Winchester» для юних шанувальників. Джордж Ромеро був так вражений фільмом, що запросив Саймона і Едгара виконати ролі зомбі у фільмі «Земля мертвих». Фільм входить в двадцятку кращих фільмів з 1992 року за версією Квентіна Тарантіно.

## Нагороди і номінації
Кращий британський фільм 2004 року по думку читачів журналу Empire
Номінації BAFTA 2005 року
- Премія імені Александра Корди за найвидатніший британський фільм року
- Премія імені Карла Формана самому багатообіцяючому новачкові (Нера Парк)

## Цікаві факти
- При створенні «Зомбі на ім'я Шон», Едгар Райт і Саймон Пегг були натхненні фільмами Джорджа Ромеро, зокрема фільмом «Ніч живих мерців», в якому, за їхніми словами, з'явилися перші «класичні» зомбі - ожилі через вірус, повільно ходячі мерці, що поїдають плоть[10].
- Італійський ресторан «Фульчі», в який дзвонить Шон - це відсилка на італійського режисера фільмів жахів Лючіо Фульчі[16].
- Причина появи зомбі так і не називається так само, як і в фільмах Ромеро, незважаючи на численні теорії протягом усього фільму[16].
- Всі новини, що показуються по телевізору, читали реальні телеведучі, зображуючи самих себе[16].
- До десятиріччя створення фільму, режисер Едгар Райт опублікував на своєму сайті короткий опис і свої враження від кожного знімального дня[21].

## Саундтрек
Саундтрек фільму був натхненний музикою з фільмів Джона Карпентера, переважно фільмом «Щось» 1982.
Оригінальний саундтрек:
1. "Figment" – S. Park
2. "The Blue Wrath" – I Monster
3. "Mister Mental" – The Eighties Matchbox B-Line Disaster
4. "Meltdown" – Ash
5. "Don't Stop Me Now" – Queen
6. "White Lines (Don't Don't Do It)" – Grandmaster Flash and the Furious Five and Melle Mel
7. "Hip Hop, Be Bop (Don't Stop)" – Man Parrish
8. "Zombie Creeping Flesh" – Pete Woodhead and Daniel Mudford
9. "Kernkraft 400" – Zombie Nation
10. "Fizzy Legs" – Pete Woodhead and Daniel Mudford
11. "Soft" – Lemon Jelly
12. "Death Bivouac" – Pete Woodhead and Daniel Mudford
13. "The Gonk (Kid Koala Remix)" – The Noveltones
14. "Envy the Dead" – Pete Woodhead and Daniel Mudford
15. "Ghost Town" – The Specials
16. "Blood in Three Flavours" – Pete Woodhead and Daniel Mudford
17. "Panic" – The Smiths
18. "Everybody's Happy Nowadays" (originally by Buzzcocks) – Ash featuring Chris Martin
19. "You're My Best Friend" – Queen
20. "You've Got Red on You / Shaun of the Dead Suite" – Pete Woodhead and Daniel Mudford
21. "Normality" – Pete Woodhead and Daniel Mudford
22. "Fundead" – Pete Woodhead and Daniel Mudford
23. "Orpheus" – Ash